# فوسورا
فوسورا (به انگلیسی: Fossora) دهمین آلبوم استودیویی از خوانندهٔ ایسلندی بیورک می‌باشد که در ۳۰ سپتامبر سال ۲۰۲۲ از سوی وان لیتل ایندیپندنت رکوردز منتشر گردید. بخش عمدهٔ این آلبوم در دوران همه‌گیری کووید-۱۹ ضبط شده و بر موضوعاتی چون انزوا، فقدان و اندوه متمرکز است؛ به‌ویژه سوگ از دست دادن مادرش، هیلدور رونا هکس‌دوتیر، که در سال ۲۰۱۸ درگذشت. این آلبوم در جدول آلبوم‌های بریتانیا به جایگاهٔ یازدهم دست یافت و در جدول بیلبورد ۲۰۰ ایالات متحده در رتبهٔ صدم قرار گرفت، و این نهمین بار پیاپی بود که بیورک در این دسته نامزد می‌شد.